# جيسون كرو (كرة سلة)
جيسون كرو (بالإنجليزية: Jason Crowe)‏ مواليد 24 أغسطس 1976 في إنغليووود، هو لاعب كرة سلة أمريكي معتزل. بدأ مسيرته الاحترافية في سنة 1999. اعتزل اللعب في 2012.

## المسيرة الاحترافية
لعب مع نادي سولنوكي أولاي لكرة السلة في سنة 2005، ثم لعب مع نادي ستاروجارد جدانسكي لكرة السلة في موسم 2006–2007، ثم لعب مع بيونيروس دي كوينتانا رو في سنة 2009.